# Маунтфорт, Бенджамин
Бенджамин Маунтфорт (англ. Benjamin Mountfort; 13 марта 1825 — 15 марта 1898) — один из самых выдающихся архитекторов Новой Зеландии в девятнадцатом столетии. Наиболее известен возведением зданий в городе Крайстчерч, где зарекомендовал себя уникальным архитектурным стилем, позже работал во многих других населённых пунктах региона Кентербери. Значительное влияние на творчество мастера оказала англо-католическая философия, стоящая в основе зодчества викторианской эпохи, часто именно с его персоной связывают развитие неоготического стиля Новой Зеландии. Среди его готических проектов есть как каменные здания, так и деревянные, выполненные, прежде всего, в традициях провинциального строительства страны. Благодаря его усилиям, Кентербери славится неповторимым стилем местных застроек.
Бенджамин родился в Бирмингеме, индустриальном английском городе, в семье парфюмера и ювелира Томаса Маунтфорта и его жены Сюзанны (урождённая Вулфильд). Повзрослев, юноша уехал в Лондон, где изучал основы архитектуры под руководством англо-католического проектировщика Ричарда Кромвелла Карпентера, средневековый готический стиль которого существенно повлиял на молодого мастера и на долгие годы предопределил направленность его творчества. В 1848 году он окончил обучение и, оставшись в столице, стал получать первый реальный опыт возведения зданий. Там же, 20 августа 1850 года, женился на Эмили Элизабет Ньюман, спустя 18 дней после свадьбы супруги эмигрировали в Новую Зеландию. Они были в числе первых поселенцев провинции Кентербери, прибыв туда 16 декабря на одном из знаменитых «первых четырёх кораблей» — Шарлотта-Джейн. Их имена в числе других первых поселенцев, «пилигримов», можно прочесть на мемориальной мраморной доске, расположенной на Кафедральной площади, в проектировании которой участвовал сам Маунтфорт.